# Benedikt Carpzov der Jüngere

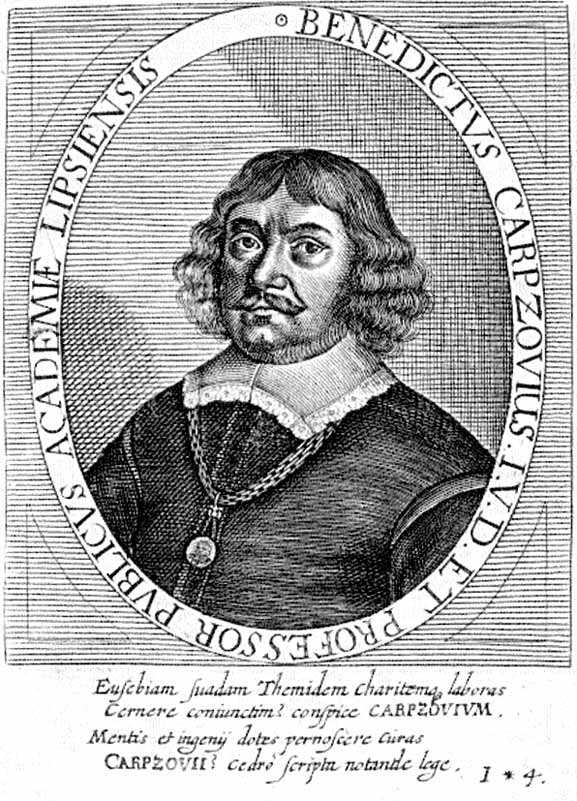
Benedikt Carpzov der Jüngere

Benedikt Carpzov der Jüngere (* 27. Mai 1595 in Wittenberg; † 30. August 1666 in Leipzig) war deutscher Strafrechtler, Hexentheoretiker und Praktiker der Hexenverfolgung. Er gilt als einer der Begründer der deutschen Strafrechtswissenschaft. Sein Pseudonym war Ludovicus de Montesperato.

## Leben
Benedikt Carpzov der Jüngere ist der Sohn von Benedikt Carpzov dem Älteren aus der Familie Carpzov. Er wuchs in Colditz auf, wo er, angehalten von seinem Vater, durch Privatlehrer ausgebildet wurde. Er begann gemeinsam mit seinem Bruder Konrad Carpzov 1610 seine Studien an der Universität Wittenberg, um sich der Philosophie und Jurisprudenz zu widmen. Seine Studien, die sich bald ausschließlich auf die Rechtswissenschaft bezogen, setzte er 1615 an der Universität Leipzig und 1616 an der Universität Jena fort. Nachdem er 1618 nach Wittenberg zurückgekehrt war, disputierte er unter Wolfgang Hirschbach am 3. Dezember zum Lizentiaten und promovierte am 16. Februar 1619 zum Doktor der Rechtswissenschaften.
Im April verließ er Wittenberg, um eine Bildungsreise nach Italien zu unternehmen. Dort gelangte er über Venedig nach Rom, lernte dort Italienisch, reiste weiter nach Neapel, Frankreich, England und Holland. An letzterem Orte erhielt er einen Brief seines Vaters, der ihm mitteilte, dass ihm der Kurfürst Johann Georg I. von Sachsen eine Stelle am sächsischen Schöppenstuhl in Leipzig in Aussicht stellte. Am 25. April 1620 leistete er zu diesem Zweck seinen Amtseid als außerordentlicher Assessor ab und wurde 1623 ordentlicher Assessor. 1632 stieg er zum Senior der Einrichtung auf, wirkte ab 1636 am Oberhofgericht in Leipzig und wurde am 25. Juni 1639 Rat am Appellationsgericht.
Im August 1644 berief ihn der Kurfürst als Hof- und Justizienrat nach Dresden. Er trat aber sein Amt nicht an, weil Sigismund Finckelthaus gestorben war. Daher kehrte er mit seiner Familie am 25. März 1645 nach Leipzig zurück und übernahm eine Professur an der juristischen Fakultät der Leipziger Akademie. Am 24. Februar 1648 übernahm er das Ordinariat an der juristischen Fakultät und den Vorsitz am Schöppenstuhl. In Leipzig heimisch geworden, konnte er sich einer Berufung als Geheimrat nach Dresden 1653 nicht entziehen. Als er 1661 aus Altersgründen entlassen wurde, ging er wieder zurück nach Leipzig und nahm sein Richteramt am Schöppenstuhl wieder auf. Mit dem Alter bekam er Stein- und Gliederschmerzen. Schließlich ermattete er nach einem starken Durchfall. Auch die damalige ärztliche Kunst konnte diesen Durchfall nicht beheben, worauf er unter dem Gesang der Umstehenden verstarb.
Er wurde in der Paulinerkirche beigesetzt. Sein Epitaph konnte vor der Sprengung der Kirche 1968 gerettet werden und wurde 2011 restauriert.

## Wirken
Als eher konservativer, ordnender und zusammenfassender Autor war er vor allem bedeutend bei der Begründung eines eigenständigen deutschen Rechtssystems. Von seiner eigenen Erfahrung ausgehend, verfasste er seine Werke, die vor allen Dingen am Fall orientiert waren. Sein bekanntestes Werk ist die Practica nova Imperialis Saxonica rerum criminalium, in der er das materielle Strafrecht und das Strafprozessrecht vom Anfang des 17. Jahrhunderts darstellt. Das deutsche Strafrecht erfuhr durch dieses Buch eine so umfassende und eindringliche Darstellung, dass ihm ein Jahrhundert lang fast gesetzesgleiche Autorität zukam. Sein letztes großes Werk Processus juris in foro Saxonica war lange ein in der Ausbildung des Prozessrechts gültiges Lehrbuch. Er gilt als einer der ersten Vertreter des Usus modernus pandectarum.
Carpzov, der tief in der Religiosität seiner Zeit verwurzelt war, war auch im Strafrechtsdenken stark religiös geprägt und von der Schule von Salamanca, insbesondere von Diego de Covarrubias y Leyva beeinflusst. Ein Verbrechen galt als Auflehnung, letztlich als Beleidigung Gottes selbst. So war für Carpzov der Täter nicht nur ein Rechtsbrecher, der gegen ein staatliches Verbot verstoßen, sondern auch ein Sünder, der sich gegen Gott aufgelehnt hatte. Die Strafe besaß für ihn neben der Vergeltung auch die Funktion der Abschreckung der Allgemeinheit vor dem Verbrechen. Neben der zeitbedingten Härte seiner Strafauffassung (mitten im Dreißigjährigen Krieg) sollte dennoch das Strafmaß des Rechtsbrechers gerecht ausgewogen werden.
Diesem Ziel diente unter anderem eine Verfeinerung des Schuldbegriffes, eine begrenzte Anordnung der außerordentlichen Strafe sowie eine Einschränkung der rechtlichen Auslegung und Analogie. In Strafprozessen bemühte er sich darum, die Anwendung der Folter in möglichst engen Grenzen zu halten und eher einen Schuldigen freizusprechen, als einen Unschuldigen zu verurteilen. In Prozessen gegen Hexen, an deren Existenz Carpzov nicht zweifelte, werden ihm eine Vielzahl von Todesurteilen nachgesagt. Allerdings ist die Quellenlage schwierig. Carpzov als Einzelperson kann die Erlassung einzelner Todesurteilen, weder in Bezug auf das Hexereidelikt noch anderer Verbrechen, nicht zweifelsfrei nachgewiesen werden, da alle Sprüche des Schöffenkollegiums nach außen hin als gemeinsame Entscheidung ergingen. Dennoch wird Carpzov bis heute eine theoretische Befürwortung der Hexenverfolgung nachgesagt. Dies wird damit begründet, dass Carpzov sich im ersten Teil seiner Practica Nova in den Questionen 48–50 zu den einzelnen Zaubereidelikten äußerte und dabei explizit den Feuertod als Strafe für den Teufelspakt, die Teufelsbuhlschaft sowie den Schadenszauber vorgab.

## Familie

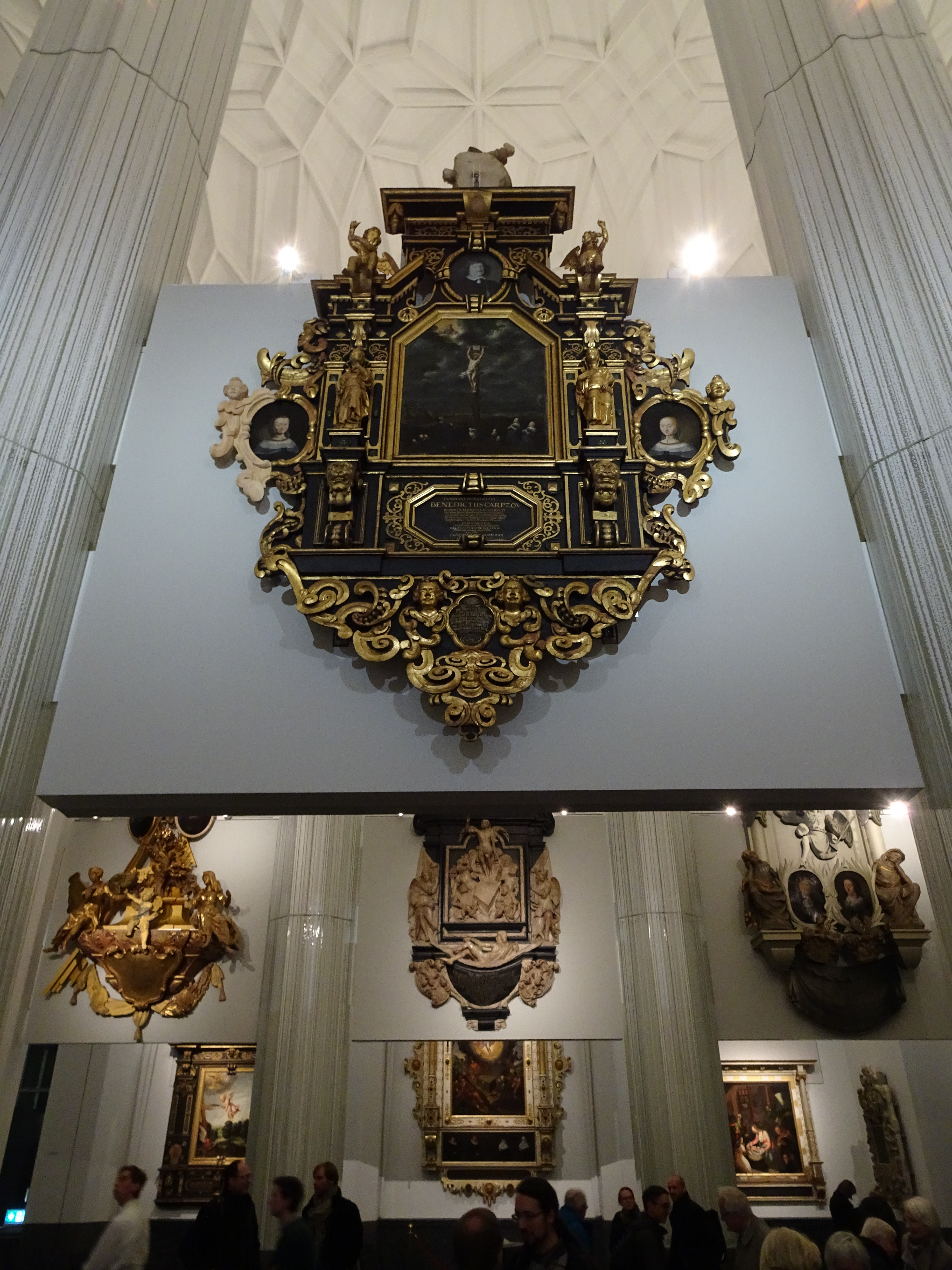
Epitaph in der Leipziger Universitätskirche St. Pauli (2017)

Benedikt Carpzov schloss zwei Ehen: Die erste Ehe am 28. August 1627 mit Regina Cramer von Clausbruch (* 20. Juni 1603 in Leipzig; † 14. Juni 1637 ebenda), der Tochter des Erbsassen auf Meuselwitz Heinrich Cramer von Claußbruch († 31. August 1615 in Meuselwitz) und dessen Frau Catharina Vollkommer. Während seiner zehnjährigen Ehe mit ihr wurden drei Söhne und zwei Töchter geboren: Benedikt Carpzov, Heinrich Julius Carpzov, Benedikt Heinrich Carpzov, Regina Elisabeth Carpzov und Regina Christina Carpzov, welche alle in ihrer Jugend starben.
Seine zweite Ehe ging er am 15. November 1640 mit Catarina, der Tochter des Leipziger Professors der Theologie Mauritius Burchard, ein. Aus ihrer Ehe gingen keine Kinder hervor.

## Ehrung
Carpzovstraße, Leipzig: Im Jahr 2001 benannte die Stadt Leipzig eine Straße nach Benedikt Carpzov.

## Werke
- Practica nova imperialis Saxonica rerum criminalium. Wittenberg 1635, Frankfurt/Main 1752 Nachweis zu Digitalisaten der Ausgabe 1670
- Benedicti Carpzovii, JC. Consiliarii Electoralis Saxonici Opus Decisionum Illustrium Saxonicarum. Leipzig 1729 (Digitalisat)
- Peinlicher Sächsischer Inquisition und Achts-Prozeß. Leipzig 1638, 1733
- Processus juris in foro Saxonica. Frankfurt/Main 1638, Jena 1657, 1708
- Responsa juris electoralia. Leipzig 1642
- Jurisprudentia ecclesiastica seu consistorialis. Hannover 1649, 1721
- Jurisprudentia forensis Romano-Saxiona. Frankfurt/Main 1638, Leipzig 1721

### Fachlexika
- Theodor Muther: Carpzov, Benedict II. In: Allgemeine Deutsche Biographie (ADB). Band 4, Duncker & Humblot, Leipzig 1876, S. 11–20.
- Erich Döhring: Carpzov, Benedict. In: Neue Deutsche Biographie (NDB). Band 3, Duncker & Humblot, Berlin 1957, ISBN 3-428-00184-2, S. 156 f. (Digitalisat).
- G. Müller, Tholuck: Carpzov, Familie. In: Realencyklopädie für protestantische Theologie und Kirche (RE). 3. Auflage. Band 3, Hinrichs, Leipzig 1897, S. 725–731.
- Walther Killy (Hrsg.): Literaturlexikon: Autoren und Werke deutscher Sprache. Bertelsmann-Lexikon-Verlag, Gütersloh/München 1988–1991 (CD-ROM, Berlin 1998, ISBN 3-932544-13-7), Band 2, S. 374.
- Carpzov, Benedictus, ein Sohn des vorgedachten Benedicti. In: Johann Heinrich Zedler: Grosses vollständiges Universal-Lexicon Aller Wissenschafften und Künste. Band 5, Leipzig 1733, Sp. 1134.